# Барретт, Джон
Джон Барретт (англ. John Barrett; род. 17 апреля 1931, Лондон) — британский теннисист, теннисный тренер, спортивный функционер и журналист, муж Анджелы Мортимер-Барретт. 
Автор ряда книг на теннисную тематику, в том числе официального справочника Уимблдонского турнира. Кавалер Ордена Британской империи (2006), лауреат премии АТР им. Рона Букмана за успехи в журналистике (2007), член Международного зала теннисной славы (2014).

## Биография
Джон Барретт родился и вырос в Лондоне. Окончил школу Университетского колледжа в Хэмпстеде, а затем кембриджский колледж св. Иоанна.
Вся дальнейшая карьера Барретта была в той или иной степени связана с теннисом. Его игровая карьера продлилась 20 лет, с 1950 по 1970 год, и включала в себя единственное появление в составе сборной Великобритании в Кубке Дэвиса и победы в нескольких турнирах. Барретт занимал пост директора тренерской бригады британской Ассоциации лаун-тенниса (с 1965 по 1968 год) и капитана сборной Великобритании в Кубке Дэвиса (в 1959—62 годах). Получив тренерскую лицензию в 1969 году, он тренировал нескольких игроков сборной, в том числе Джона Ллойда и Пола Хатчинса. В 1972—73 годах Барретт был членом совета директоров Ассоциации теннисистов-профессионалов (АТР), с 1989 года — членом организационного комитета, а затем вице-президентом Всеанглийского клуба лаун-тенниса и крокета. Он основал и возглавлял ряд юношеских турниров на территории Великобритании; он также был директором Фонда Дэна Маскелла, занимающегося поддержкой инвалидов, играющих в теннис.
Наиболее известной частью карьеры Джона Барретта является его журналистская деятельность. Начиная с 1971 года он вёл телевизионные репортажи с Уимблдонского турнира, а позже и с Открытого чемпионата Австралии, на ВВС. Барретт был также постоянным спортивным корреспондентом газеты Financial Times, телеканалов HBO и ESPN. С 1969 по 2001 год он был ответственным редактором ежегодников World of Tennis; в эти годы и позже он написал и издал целый ряд книг на теннисную тематику, в том числе официальный справочник по истории Уимблдонского турнира.
В 2006 году Джон Барретт стал кавалером Ордена Британской империи, а на следующий год получил премию АТР имени Рона Букмана за выдающуюся журналистскую деятельность. В 2014 году имя Барретта было внесено в списки Международного зала теннисной славы — он стал восьмым за историю существования этой организации журналистом, внесённым в её списки.
Барретт женат на бывшей первой ракетке мира среди женщин Анджеле Мортимер. После его избрания в Международный зал теннисной славы супруги Барретт стали второй за историю организации семейной парой в её списках после Штеффи Граф и Андре Агасси.

## Игровая карьера
Джон Барретт выступал на Уимблдонском турнире начиная с 1950 и вплоть до 1970 года, часть этого времени его спонсором выступала производящая спортивное оборудование фирма Slazenger. Его лучшим результатом на Уимблдоне за два десятилетия был выход в третий круг, и добивался он этого результата четыре раза — трижды подряд в 1953—55 годах, а затем в 1958 году. В мужских парах он также пробивался в третий круг (в 1956 году), а в миксте трижды доходил до четвертьфинала (в 1960, 1961 и 1966 годах — первые два раза с Билли Вудгейт, а третий со своей будущей женой Анджелой Мортимер). Также до третьего круга Барретт доходил на чемпионате США 1953 года и чемпионате Франции 1955 года.
На турнирах менее высокого ранга успехи Барретта были порой более значительными. Он выиграл турнир на хардовых кортах в Рухэмптоне в 1953 году, а три года спустя стал чемпионом Лондона на хардовых кортах. В этом же году он провёл свой единственный матч в составе сборной Великобритании в Кубке Дэвиса, принеся своей команде очко в парной встрече с чилийцами. В середине 60-х годов Барретт выиграл два турнира в Шотландии и Манчестере. За годы карьеры на его счету были победы над такими соперниками, как Нил Фрейзер, Никола Пьетранджели, Мэл Андерсон, Мануэль Орантес и Кен Флетчер.
В 2000 году, в 69 лет, сыграл несколько парных матчей в протуре и даже выиграл один из них.